# 千田是也
千田是也（日语：せんだ これや，1904年9月15日—1994年12月21日）是日本资深演员。他于1936年至1970年之间总共演出了多过50部电影。

## 主要演出
- 太平洋之鹫（1953年、电影） - 陆军大佐
- 美女和液体人（1958年、电影） - 真木博士
- 大怪兽巴朗（1958年、电影） - 杉本博士
- 第五福龙丸（1959年、电影）
- 宇宙大战争（1959年、电影） - 安达博士
- 虎！虎！虎！（1970年、电影） - 近卫文麿首相